# Hexazinon
Hexazinon (ISO-naam) is een herbicide die behoort tot de triazine- en meer bepaald de triazinon-herbiciden (samen met onder meer metribuzine). Het is een product van DuPont, dat het rond 1975 op de markt bracht. De merknaam van DuPont is Velpar.

## Toepassingen
Hexazinon is een niet-selectieve onkruidverdelger met een breed werkingsspectrum. Het wordt door naaldbomen verdragen en is daarom zeer geschikt voor de bestrijding van jonge loofbomen, struiken en andere planten in de bosbouw. De stof wordt in korrelvorm op de bodem uitgestrooid en dringt met de regen in de bodem door. Ze wordt opgenomen door de wortels van de planten en remt de fotosynthese.
Hexazinon is ook in vloeibare formuleringen verkrijgbaar om te verspuiten; het wordt ook opgenomen via de bladeren.

### Werking
Hexazinon start zijn werking als het met regen in de grond dringt en vervolgens door de wortels wordt opgenomen. Via de houtvaten wordt het naar de bladeren getransporteerd waar het in de chloroplasten de fotosynthese blokkeert. Hexazinon bindt aan een eiwit van het fotosysteem II-complex, waardoor het elektronentransport geblokkeerd wordt. De gevolgen zijn veelvoudig. Als eerste reageert triplet chlorophyll met zuurstof tot singletzuurstof. Zowel het chlorofyl als het singletzuurstof verwijderen vervolgens waterstof van onverzadigde lipiden die aanwezig zijn in de membranen van zowel de cellen als van organellen, waarbij lipide-radicalen ontstaan. Op hun beurt oxideren deze radicalen weer andere lipiden en eiwitten. Dit leidt uiteindelijk tot het verlies van de membraanstructuur. Dit resulteert in het verlies van chlorofyl, het lekken van celinhoud, de dood van de betrokken cel, en eventueel van de plant. Bij houtige planten verkleuren de bladeren eerst geel, waarna ze afvallen. De plant kan hieraan sterven. Sommige planten zijn in staat nieuwe bladeren te laten groeien tijdens het groeiseisioen. Door de zeer lange halveringstijd van hexazinon herhaald het proces van verkleuren en afvallen zich dan.

## Eigenschappen
Hexazinon is het meest in water oplosbare van de triazine-herbiciden. Het is een mogelijke bron van waterverontreiniging. De stof breekt langzaam af in water; de halveringstijd voor hydrolyse is meer dan dertig dagen.
Het is een matig toxische stof. Het is een huid- en oogirritant.

## Regelgeving
De Europese Commissie heeft hexazinon uitgesloten van de lijst van toegelaten gewasbeschermingsmiddelen in de Europese Unie Ze heeft echter aan een aantal landen toestemming gegeven om hexazinon verder voor essentieel gebruik aan te wenden, vooral bij naaldbomen.